# Свёнткова-Велька
Свёнткова-Ве́лька (пол.  Świątkowa Wielka, Святкова) — село в Польше, находящееся на территории гмины Кремпна Ясленского повета Подкарпатского воеводства.

## География
Село находится в 7 км от административного центра гмины села Кремпна, 24 км от города Ясло и 70 км от Жешува.

## История
До акции «Висла» (1947 г.) в селе проживали лемки.
В 1975—1998 года село входило в Кросненское воеводство.

## Достопримечательности
- Церковь святого Михаила Архангела, датируемая 1757 годом. Памятник культуры Подкарпатского воеводства.

## Источник
- Świątkowa Wielka/Słownik geograficzny Królestwa Polskiego i innych krajów słowiańskich, XI, 1890.